# 1997 YW5
1997 YW5 är en asteroid i huvudbältet som upptäcktes den 25 december 1997 av den japanska astronomen Takao Kobayashi vid Ōizumi-observatoriet.
Asteroiden har en diameter på ungefär 8 kilometer.